# Bhamo (kommun)
Bhamo är en kommun i Myanmar. Den ligger i delstaten Kachin och distriktet Bhamo i den norra delen av landet. Antalet invånare i kommunen utgjorde 135 877 vid folkräkningen 2014.
I kommunen ligger orten Bhamo.